# Narodni park Hortobágy—Puszta
za istoimensko madžarsko reko glej Hortobágy (reka)
Hortobágy [ˈhortobaːɟ]) je 800 km² velik narodni park na vzhodnem Madžarskem z bogatim ljudskim izročilom in kulturno zgodovino. Park je del Velike madžarske nižine (madžarsko Alföld). Ustanovljen je bil leta 1973 kot prvi madžarski narodni park. Njegovo pokrajino in pričevanje o tradicionalnih metodah pastirstva bilo leta 1999 vpisano na Unescov seznam svetovne naravne dediščine. Hortobágy je največje madžarsko zavarovano območje in največje polnaravno travišče v Evropi.
Do nedavnega se je domnevalo, da je alkalna stepa nastala v srednjem veku zaradi goloseka ogromnih gozdov, kateremu je sledilo urejanje toka reke Tise. Posledica teh posegov je sedanji videz pokrajine in pH zemlje. Hortobágy je seveda mnogo starejši. Alkaljenje zemlje se je začelo pred deset tisoč leti, ko je Tisa našla pot skozi Veliko madžarsko nižino in odrezala mnogo vodnih tokov od njihovih izvirov v gorah na severu. Proces so dokončale divje živali, ki so se pasle po koncu ledene dobe, katerim so sledile domače živali.
Največje znamenitosti parka so most z devetimi loki, tradicionalni vodnjaki z dvigalom v obliki črke T in občasno fatamorgana. Del narodnega parka je rezervat temnega neba.
Hortobágy ima tudi svojo negativno stran, ker so madžarski stalinisti tja pošiljali svoje politične nasprotnike na prisilno delo, zlasti v obdobju Informbiroja (1947-1955).

## Lega
Narodni park na Hortobágyju, največje travišče v Srednji Evropi, upravlja Uprava narodnega parka Hortobágy s 4 območji zaščite krajine in 19 samostojnimi območji varstva narave. Celotno območje narodnega parka je biosferni rezervat, njegovi vodni habitati pa temeljijo na Ramsarski konvenciji. Razdeljen je na dele:
- Hortobágyi-Halastó
- Zám-puszta
- Pentezuška puzta (rezervat za divje živali)
- Angyalháza-puzta
- močvirje Eyek-Pusztakócsi
- severni del jezera Tisa (Ptičji rezervat jezera Tisa)
- srednji del jezera Tisa (porečje Poroszlói)
- Kunkapolna

in so tudi mednarodno zaščiteni. Tukaj je lov na vodne ptice prepovedan skozi vse leto.
Hortobágy je pokrajina, ki ji dajejo značilne madžarske značilnosti posebna zgodovina, dragocen živalski svet in edinstveno ljudsko izročilo. Pred nekaj sto leti je bila nekdanja gozdnata stepa še pod vplivom Tise, ki je vijugala skozi Veliko nižavo. Odločilno vlogo pri razvoju pokrajine je imel človek. Njegovo današnjo podobo so oblikovale vodne ureditve 19. stoletja (regulacije rek, izsuševanje močvirij), paša živali, sečnja in sežiganje gozdov, ki spominjajo na vzdušje vzhodnih step. Imena nekdaj cvetočih naselij, ki so bila uničena v času turškega podjarmljenja, so ohranjena po imenih območij.
Površje Hortobágyja so poplave Tise in njenih pritokov oblikovale v skoraj popolno ravnino. Gledano od zgoraj se pokrajina razprostira kot velikanska preproga, na sredini pa se reka Hortobágy vije kot srebrn trak. Ozemlje narodnega parka je ravno, le ponekod se dvigajo nizki griči. Te tako imenovane gomile (znanstveno znane kurgan) so ustvarile človeške roke, zgradili pa so jih nomadi, ki so v srednji bakreni dobi prišli iz vzhodnih step, kot stražarske gomile ali grobišča.
Močvirje Hortobágy ne izvira iz sprememb v strugi Sajója ali Hernáda, temveč Tise. Večina usedlin prihaja iz Bükka in severneje, ne iz Tise. Pojav Tise ni povzročil bistvenih sprememb na tem območju, zato je Hortobágy lahko tesno povezan z Mezőszéjem v Borsodu, ki ga pojav Tise ni prizadel. Prej domnevne bočne erozije Tise ni bilo, menjava struge je bila hiter proces, reka se ni bočno premikala po pokrajini, ni je bistveno napolnila in ne na začetku holocena, ampak pred okoli 20.000 leti ali prej. Glede na meritve je bil Polgár okoli sedanje struge vsaj 16.000 let.

## Habitati
Večino ozemlja narodnega parka predstavljajo pašniki, porasli s kratko travo, le manjši del pa njive, posejane z manjšimi zaplatami. Preostali del regije sestavljajo ribniki, močvirja, zaledne vode in trstičevje. Poleg tega je na njenem območju nekaj naselij, cest in v manjši meri gozdov (ostanki, gojeni gozdovi, poplavni gozdovi). Tu so štiri vrste habitatov: slane puste, puhlične puste, močvirja, poplavne ravnice.
Njegova tla so se začela zasoljevati zaradi velikih drenaž in regulacije rek. Mineralne soli se ločijo od vode, ki izhlapeva iz tal in se kopičijo v zgornji plasti tal. Zaradi tega se rodovitnost tal znatno zmanjša. Najvišja rahla plast slane prsti je uničena, na primer zaradi dežja, zato nastanejo nekaj cm nivojske razlike. Tudi te majhne razlike v nivoju so z vidika vegetacije velikega pomena.

## Rastlinstvo in živalstvo

### Rastlinstvo
Kljub temu, da Hortobágy ni klimatska stepa, je zaradi specifične vodne bilance velik del še vedno prekrit s travišči. Floro Hortobágyja obarvajo lokvanj (Nymphaea), zlatica (Ranunculus), navadni jesenček, plavajoči plavček in žabji šejek (Hydrocharis morsus-ranae). Suho stepo krasita astra Tripolium pannonicum in morska sivka (Limonium vulgare).
V poplavnih območjih rastejo v senci starih dreves Cucubalus baccifer in navadni plotni slak (Calystegia sepium) ter Echinocystis lobata. V zalednih vodah se pojavljajo zavarovana velika trobelika (Cicuta virosa), beli lokvanj (Nymphaea alba) in Nuphar. V močvirnatih, vodnatih delih so šopasti šaš (Carex elata), navadna kalužnica (Caltha palustris), vodna perunika (Iris pseudacorus), v globljih vodah navadni trst (Phragmites australis), vodni orešek (Trapa natans), Stratoides aloidesin Ščitastolistni plavček (Nymphoides peltata).
Na travnikih, skritih med gozdovi, spomladi zacvetijo cvetovi navadnega gabeza (Symphytum officinale), vodne perunike (Iris pseudacorus) in celolistnega srobota (Clematis integrifolia), cvetovi marjetice (Leucanthemella serotina) cvetijo konec poletja.

### Živalstvo
Hortobágy je stepa, na kateri se pod nadzorom pastirjev pasejo: madžarsko sivo govedo, ovce racka, vodni bivoli in konji.
Poplavni ravninski gozdovi in manjši okrogli gozdovi, ki so občasno znotraj stepe, so dom kolonij čapelj, bogatih z vrstami, znani pa so tudi po redkih pticah ujedah. Poleg rdečenoge postovke tu živita tudi sokol plenilec in kraljevi orel. Tu je prvič na Madžarskem gnezdila rjasta kanja.
Park je habitat različnih živalskih vrst, vključno s 342 vrstami ptičev. Med v parku gnezdeče redke ptice spadajo še prlivka (Burhinus oedicnemus), velika droplja (Otis tarda) in zlatovranka. Področje je pomembna vmesna postaja ptic selivk, zlasti navadnih žerjavov, dularjev (Eudromias morinellus) in malih gosi (Anser erythropus).
Na gomilah kurganov živijo tekunica, prepelice, podlasice in hermelin. Ptice suhih, travnatih step so prepelice, jerebice in prlivka, vse manj rjavr komatne tekice (glareola pratincola), na pustih bodičastih stepah pa gnezdi redkost, kratkoprsti škrjanec (Calandrella brachydactyla). Strašna ptičja redkost travnikov je vodna penica (Acrocephalus paludicola).
Hortobágy je tudi središče za vzrejo goveda Taurus, enega od poskusov, da bi iz domačega goveda ponovno vzgojili tura.

## Galerija
- Čreda ovac
- Most z devetimi loki
- Ovca racka
- Madžarsko sivo govedo
- Močvirski svišč (Gentiana pneumonante)
- Jezero Tisa
- Salvia microphylla
- Velika droplja
- Rdečenoga postovka
- Vodni bivol

## Krajinski varstveni okoliši
- Okrožje varstva krajine Szatmár-Beregi ustanovljeno leta 1982. Je na obrobju 37 naselij, njegovo središče je v Fehérgyarmatu, s stalno razstavo, ki prikazuje vrednote območja. Obsega 22.246 ha, od tega je 2307 ha v povečanem varstvu. Območje je dom dragocenih divjih živali območij rek Tise, Szamos in Túr.
- Varstveno okrožje Srednja Tisa; Leta 1978 vzpostavljeno območje varstva krajine na območju plimovanja Tise med Kiskörejem in Tiszaugom ohranja sekundarno krajino, ki je nastala več kot sto let po ureditvi na 9500 hektarih. Znotraj tega so ptičji rezervat Pély, naravna rezervata Óballa in Vezsenyi ter kolonija Partifecske v kraju Tiszakécske zelo zaščiteni
- Krajinsko varstveno okrožje Hajdúság; Hribovito in gozdnato območje varstva krajine Hajdúság je bilo ustanovljeno leta 1988 na 22 ločenih območjih na površini 7000 ha. Njegovo površje so izoblikovali severni vetrovi zadnje ledene dobe, značilna oblika je segala v višino 18–20 m.
- Okrožje zaščite krajine Bihari-sík obsega štiri krajinske enote, od katerih so deli pod Hajdúságom, pokrajina Érmellék, ki se razteza čez državno mejo, južno od nje ravnica Bihari, severna, valovita pokrajina Berettyó in zahodneje severna del tega, kar je nekoč bil Nagy-Sárrét.

## Vir
- Gorman, Gerard (1996). The Birds of Hungary. Helm (A&C Black) London, UK. ISBN 0-7136-4235-1.